# Completada

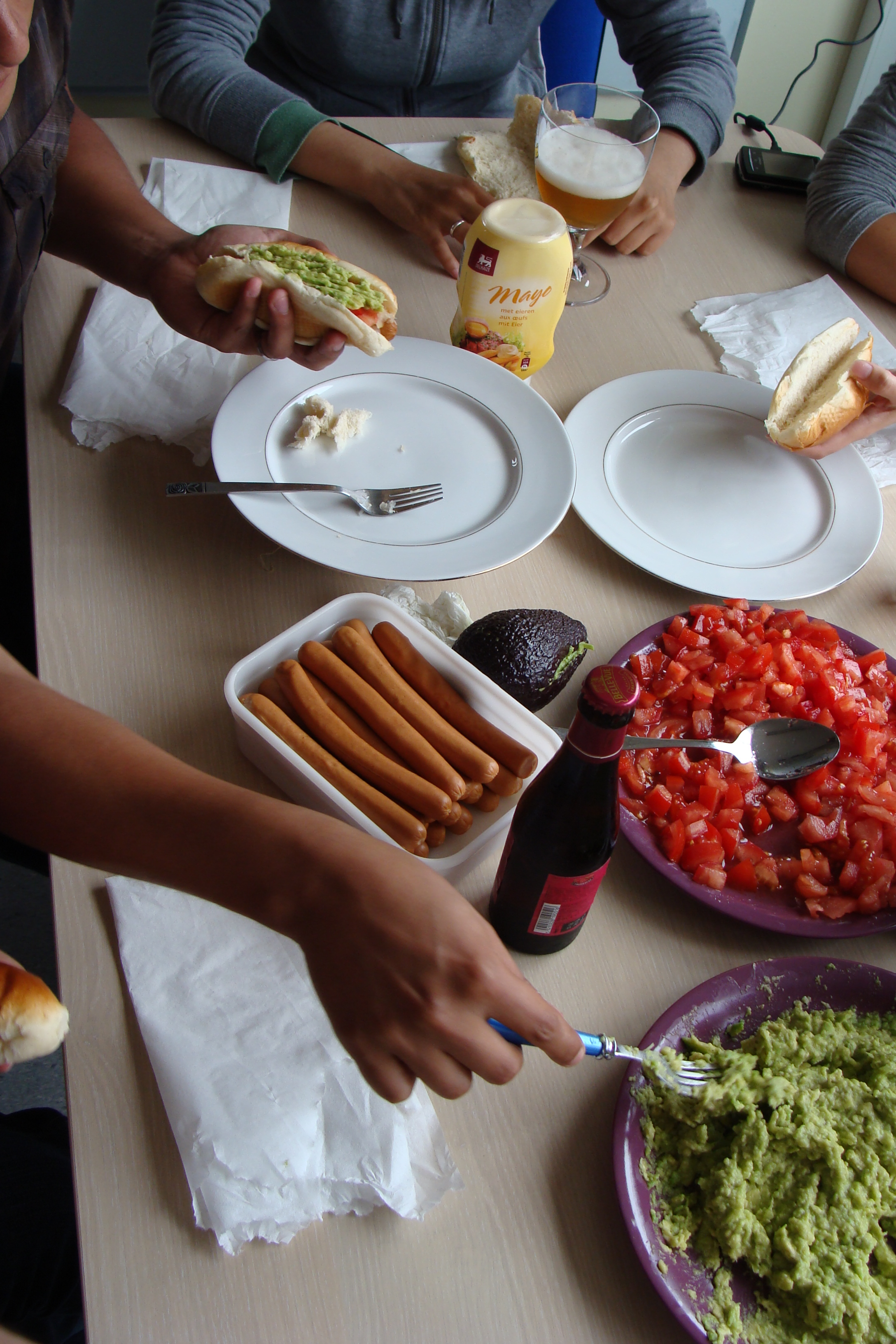
Una completada es una reunión donde se comen completos.

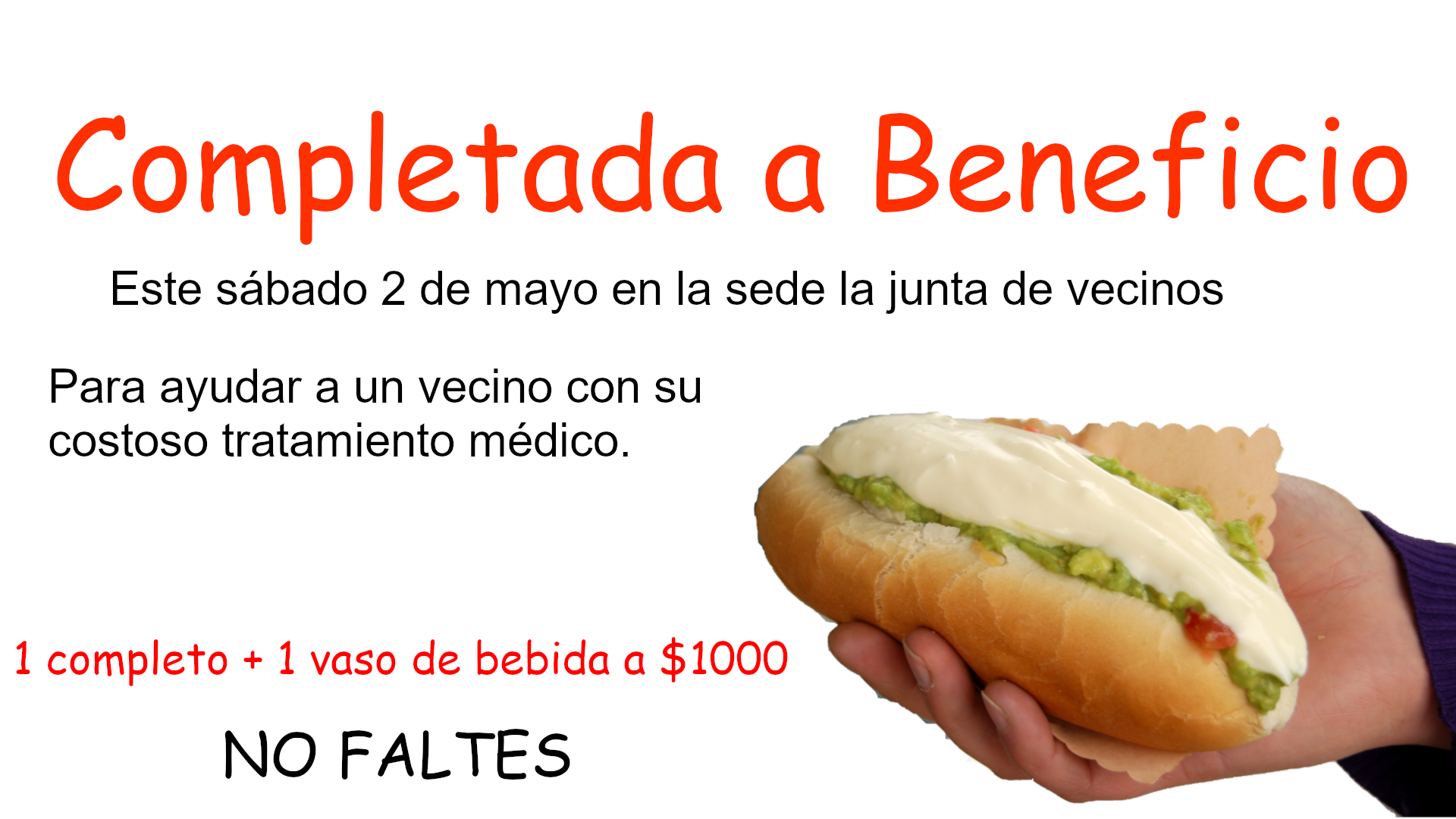
Cartel típico de una completada a beneficio.

La completada es una actividad social común en Chile, en donde la gente se reúne a comer completos, una variante local del perro caliente o hot dog.

## Descripción
La completada es reunión social donde las personas se reúnen para consumir completos; estas pueden ser de alguna ocasión festiva, como lo puede ser un cumpleaños, una reunión familiar o de amigos, reunión vecinal, o también como una actividad para reunir fondos para alguna causa especifica, llamadas completadas a beneficio, de forma similar a las polladas realizadas en Perú. Cuando las completadas incluyen música y baile se denominan "completadas bailables".
Suelen acompañar el consumo de completos algún bebestible, que normalmente es una bebida gaseosa,  o bien puede ser una bebida caliente como té o café, jugo de frutas o en algunas ocasiones bebidas alcohólicas.
Se han realizado completadas para fines tan diversos como promocionar la venta de un libro, inaugurar una escuela o financiar campañas políticas. Se han realizado en diversas ocasiones grandes completadas masivas ya sea a beneficio de alguna causa, con fines publicitarios o para batir records.
Realizar completadas a beneficio se ha vuelto tan común como realizar bingos, o rifas, sobre todo para costear los tratamientos de problemas graves de salud. Incluso esta tradición de la completada a beneficio, se ha sido exportada por migrantes chilenos en diversos lugares del mundo.

## Riesgos asociados
En ocasiones han ocurrido problemas por la elaboración de los completos con mayonesa casera, es decir que no es de origen industrial. Algunas completadas han terminado en episodios de intoxicación masiva, siendo uno de los más conocidos la intoxicación de 100 personas, ocurrida en el año 2016 en la comuna de Alto Hospicio.

## En la cultura popular
La completada  es parte de la cultura popular chilena de los décadas recientes, y existen varias referencias a las completadas. En el álbum El tinto elemento de Chancho en Piedra, existe la canción «Completada techno». En la serie infantil 31 minutos, en el episodio «Huachimingo sin hogar», estrenado en el año 2014, aparece la noticia de una «completada cicletada», donde se reúnen en el ciclódromo de Titirilquén los amantes de los completos y de las bicicletas, comiendo los completos mientras pedalean en sus bicicletas y que termina siendo un desastre. En el episodio «El "Hot Rock"» de la serie juvenil Karkú, los estudiantes organizan una completada en la escuela para su concurso de bandas de rock, al que llamaron Hot-rock, pero terminan intoxicados por la descomposión de la mayonesa casera.